# Тихоокеанский белокорый палтус
Тихоокеа́нский белоко́рый па́лтус (лат. Hippoglossus stenolepis) — вид лучепёрых рыб семейства камбаловых, один из самых крупных представителей семейства. Обитают в северной части Тихого океана. Встречаются на глубине до 1200 м. Тело удлинённое, плоское, глаза на правой стороне. Окраска тёмно-коричневая или серая. Наиболее крупный вид среди палтусов. Максимальная зарегистрированная длина 470 см. Размножаются икрометанием. Плодовитость до 4 млн икринок. Рацион состоит из костистых рыб и беспозвоночных. Ценный промысловый вид.

## Таксономия
В 1904 году российский учёный П. Ж. Шмидт первым описал новый вид, отличающийся от атлантического белокорого палтуса формой тела и чешуи и длиной грудных плавников. Видовой эпитет происходит от слов στενός — «узкий» и λεπίς — «чешуя».

## Описание
Длина тела может достигать 470 см, максимальная масса тела — до 363 кг. В уловах обычно встречаются особи длиной 40-90 см с массой тела до 6 кг. У тихоокеанских белокорых палтусов — плоское тело в форме ромба. Оно удлинено сильнее по сравнению с прочими камбалообразными. Ширина примерно равна 1/3 длины. Глаза расположены на правой стороне. Рот крупный, верхняя челюсть достигает воображаемой линии, проведённой по вертикали через середину глаза. Зубы на верхней челюсти выстроены в два, на нижней — в один ряд. Окраска глазной стороны — тёмно-коричневого или серого цвета с зеленоватым оттенком. Обычно имеются светлые и тёмными отметины. Слепая сторона белая.. Кожа покрыта мелкой циклоидной чешуёй. Симметричные челюсти усажены крупными острыми зубами. Боковая линия имеет резкий изгиб над грудным плавником.

## Ареал
Тихоокеанский белокорый палтус распространён в северных частях Тихого океана. Обитает в Беринговом и Охотском морях; у берегов Северной Америки от Аляски до Калифорнии. В Японском море встречаются единичные особи. Этот вид наиболее многочислен в восточной части Берингова моря и заливе Аляска.
Тихоокеанские белокорые палтусы встречаются на глубинах 0—1200 м, чаще всего в диапазоне между 100 и 600 м, при температуре у дна от −1,0 до 11,5° С. Молодь до 3—5 лет обитает на шельфе. Взрослые особи держатся в основном на материковом склоне, где температура воды у дна составляет 1,5—4,5° С, совершая летом миграции в зону нагула (прибрежное мелководье).

## Биология

### Питание
Хищная рыба, питающаяся преимущественно рыбой (минтаем и другими видами), ракообразными (краб-стригун, креветки, раки-отшельники), кальмарами и осьминогами. Состав рациона претерпевает значительные сезонные, региональные и возрастные изменения. Молодь потребляет креветок и крабов-стригунов. В погоне за добычей может отрываться от грунта.

### Размножение
Тихоокеанские белокорые палтусы размножаются икрометанием. Продолжительность жизни согласно разным источникам от 40 до 55 лет. Эти рыбы быстро растут и к 10—12 годам достигают длины 90—100 см. Половозрелыми палтусы становятся в возрасте 4—10 лет (самцы) и 6—14 лет (самки). После достижения половой зрелости резко увеличивается прирост массы: на 1 см длины в это время он составляет 200—500 г. В Беринговом море нерест в октябре—марте, у берегов Камчатки — в декабре—феврале, в Охотском море — в августе—сентябре. Плодовитость от 600 тысяч до 4 млн икринок. Икра крупная (2,9—3,6 мм), батпелагическая, развивается в толще воды, преимущественно, в слое 75—400, примерно в течение 1,5 месяца. После выклева личинки остаются в толще воды, затем поднимаются в верхние слои и течением их относит в прибрежные зоны, где нагуливаются у дна на глубине 40—50 м.

## Взаимодействие с человеком
Тихоокеанские белокорые палтусы являются ценным промысловым видом донных рыб. В отличие от других камбаловых их мясо содержит сравнительно большое количество белка (жир 0,9—9,8 %, белок 14—22,9 %). Жир концентрируется у плавников и костей. В продажу поступает без головы или целиком в мороженом и охлаждённом видах. Мясо с плотной, слоистой текстурой и нежным вкусом годится для жарки, варки и запекания. В США и Канаде, где мясо этого палтуса пользуется большим спросом, основным районом лова является залив Аляска (1966—1970 гг. улов в среднем составлял 33 тысячи тонн в год). Промысел регулируется в рамках специальной комиссии (International Pacific Halibut Commission). В Беринговом море вылов не превышал 6 тысяч тонн. В России целевой промысел этого палтуса отсутствует. Белокорые тихоокеанские палтусы в качестве прилова попадаются в донные ярусы, жаберные сети, тралы и снюрреводы при промысле прибрежных и глубоководных рыб. Этот вид является объектом морского спортивного рыболовства. Обычно попадаются рыбы массой 6,8—9,1 кг, однако нередки и гиганты весом свыше 68 кг. Текущий спортивный рекорд на Аляске составляет 208 кг.
Согласно данным учётных траловых съемок, в 1990-е годы улов этого палтуса в заливе Аляска составлял 1773, у Алеутских островов — 1585 кг на кв. км; в восточной части Берингова моря — 2,4 кг на га, в западной части Берингова моря — 36,3, а в Охотском море — 0,1 кг за часовое траление, биомасса оценивается в — 319,8, 17,8, 68,7, 6.5 и 17.6 тысяч тонн, соответственно. Численность популяции в прикамчатских водах в настоящее время стабильна.